# Тайгибов, Курбан Магомедрасулович
Курбан Магомедрасулович Тайгибов — российский боец смешанных боевых искусств, представитель полулёгкой весовой категории. Выступает на профессиональном уровне с 2013 года, известен по участию в турнирах престижных бойцовских организаций ACA, WFCA.

## Спортивные достижения
- Чемпионат мира по ММА (Макао 2016)[1] —
- Чемпионат России по ММА (2016)[2] —
- Чемпионат России по боевому самбо (Оренбург 2016)[3] —

## Статистика ММА
| Боёв 15  | Побед 12 | Поражений 3 |
| -------- | -------- | ----------- |
| Нокаутом | 5        | 1           |
| Сдачей   | 0        | 2           |
| Решением | 7        | 0           |

| Результат | Рекорд | Соперник                      | Способ                             | Турнир                                    | Дата             | Раунд | Время | Место                   | Примечание |
| --------- | ------ | ----------------------------- | ---------------------------------- | ----------------------------------------- | ---------------- | ----- | ----- | ----------------------- | ---------- |
| Победа    | 12-3   | Клеверсон Сильва              | Техническим нокаутом (удары)       | ACA 145: Абдулаев - Слипенко              | 23 сентября 2022 | 1     | 1:57  | Грозный, Россия         |            |
| Победа    | 11-3   | Бакытбек Дуйшобай             | Решением (единогласным)            | ACA 138: Вагаев - Гаджидаудов             | 26 марта 2022    | 3     | 5:00  | Грозный, Россия         |            |
| Поражение | 10-3   | Алихан Сулейманов             | Сабмишном (удушение сзади)         | ACA 121: Гасанов - Дипчиков               | 9 апреля 2021    | 1     | 1:56  | Минск, Белоруссия       |            |
| Поражение | 10-2   | Рамазан Кишев                 | Техническим нокаутом (травма руки) | ACA 110: Багов - Абдулаев                 | 5 сентября 2020  | 1     | 0:00  | Москва, Россия          |            |
| Победа    | 10-1   | Абдуррахман Темиров           | Решением (раздельным)              | ACA 103: Ягшимурадов - Буторин            | 14 декабря 2019  | 3     | 5:00  | Санкт-Петербург, Россия |            |
| Победа    | 9-1    | Жозе Вагно де Оливейра Соарес | Решением (единогласным)            | ACA 100 Fight Day: Grozny                 | 4 октября 2019   | 3     | 5:00  | Грозный, Россия         |            |
| Победа    | 8-1    | Фелипе Фроес                  | Решением (единогласным)            | WFCA 50 Emelianenko vs. Johnson           | 18 августа 2018  | 3     | 5:00  | Москва, Россия          |            |
| Победа    | 7-1    | Лом-Али Нальгиев              | Решением (единогласным)            | M-1 Challenge 90 Kunchenko vs. Butenko    | 30 марта 2018    | 3     | 5:00  | Санкт-Петербург, Россия |            |
| Победа    | 6-1    | Игорь Жирков                  | Техническим нокаутом (удары)       | FNG Fight Nights Global 72                | 24 августа 2017  | 2     | 4:57  | Сочи, Россия            |            |
| Победа    | 5-1    | Константин Назаров            | Нокаутом (удары)                   | Samara MMA Federation Battle on the Volga | 19 мая 2017      | 1     | 1:43  | Самара, Россия          |            |
| Победа    | 4-1    | Ахмат Исмаилов                | Нокаутом (удар)                    | FightPro - Star Wars                      | 21 февраля 2016  | 2     | 3:15  | Санкт-Петербург, Россия |            |
| Победа    | 3-1    | Залим Кудаев                  | Решением (единогласным)            | Fight Nights - Fight Club 4               | 26 марта 2015    | 2     | 5:00  | Москва, Россия          |            |
| Победа    | 2-1    | Раджа Хизриев                 | Техническим нокаутом (удары)       | ID MMA Promotion - ID MMA 4               | 27 февраля 2014  | 2     | 0:36  | Санкт-Петербург, Россия |            |
| Победа    | 1-1    | Залимбек Омаров               | Решением (единогласным)            | ID MMA Promotion - ID MMA 2               | 21 сентября 2013 | 2     | 5:00  | Санкт-Петербург, Россия |            |
| Поражение | 0-1    | Гусейн Эсенбаев               | Сабмишном (удушение гильотиной)    | ID MMA Promotion - ID MMA 1               | 23 марта 2013    | 1     | 1:21  | Санкт-Петербург, Россия |            |